# Santuario Rosa Mistica - Madre della Chiesa
Il Santuario Rosa Mistica - Madre della Chiesa è un luogo di culto mariano che si trova a Montichiari, in provincia di Brescia, in località Fontanelle, sulla strada che da Montichiari porta a Carpenedolo. Il 5 luglio 2024 il Dicastero per la Dottrina della Fede ha dato parere positivo al discernimento sul valore dottrinale-pastorale delle apparizioni, autorizzando il culto di Maria Rosa Mistica.

## Storia

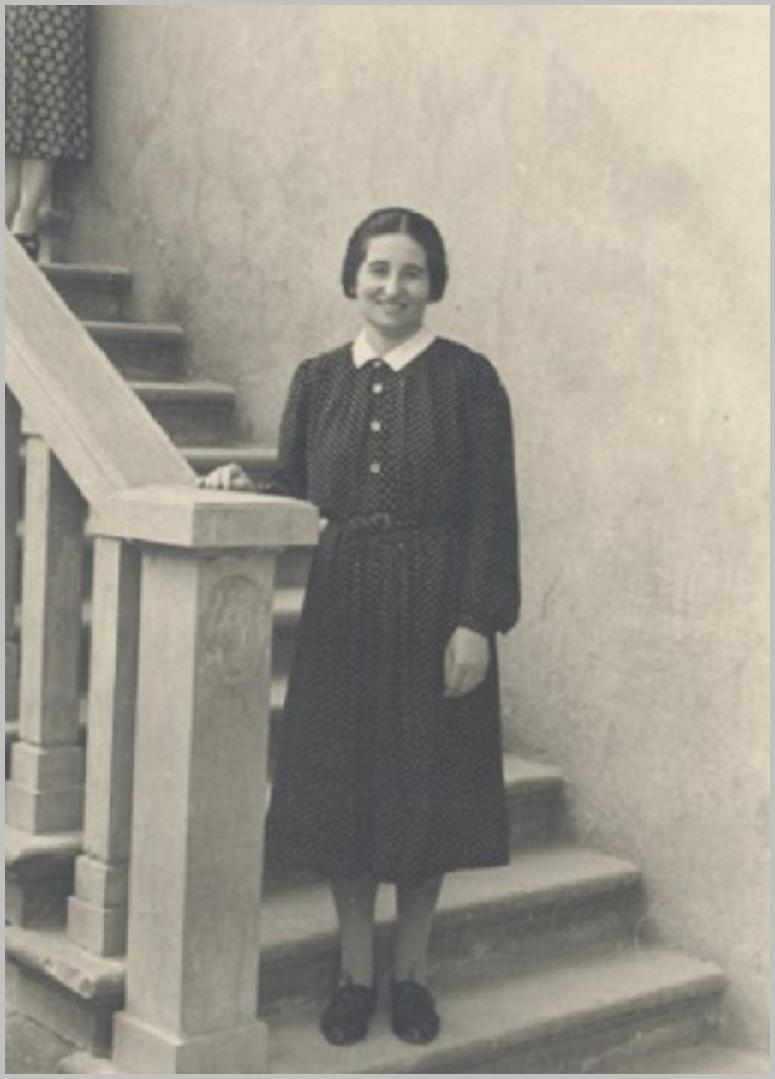
Pierina Gilli: la veggente di Maria Rosa Mistica, Madre della Chiesa

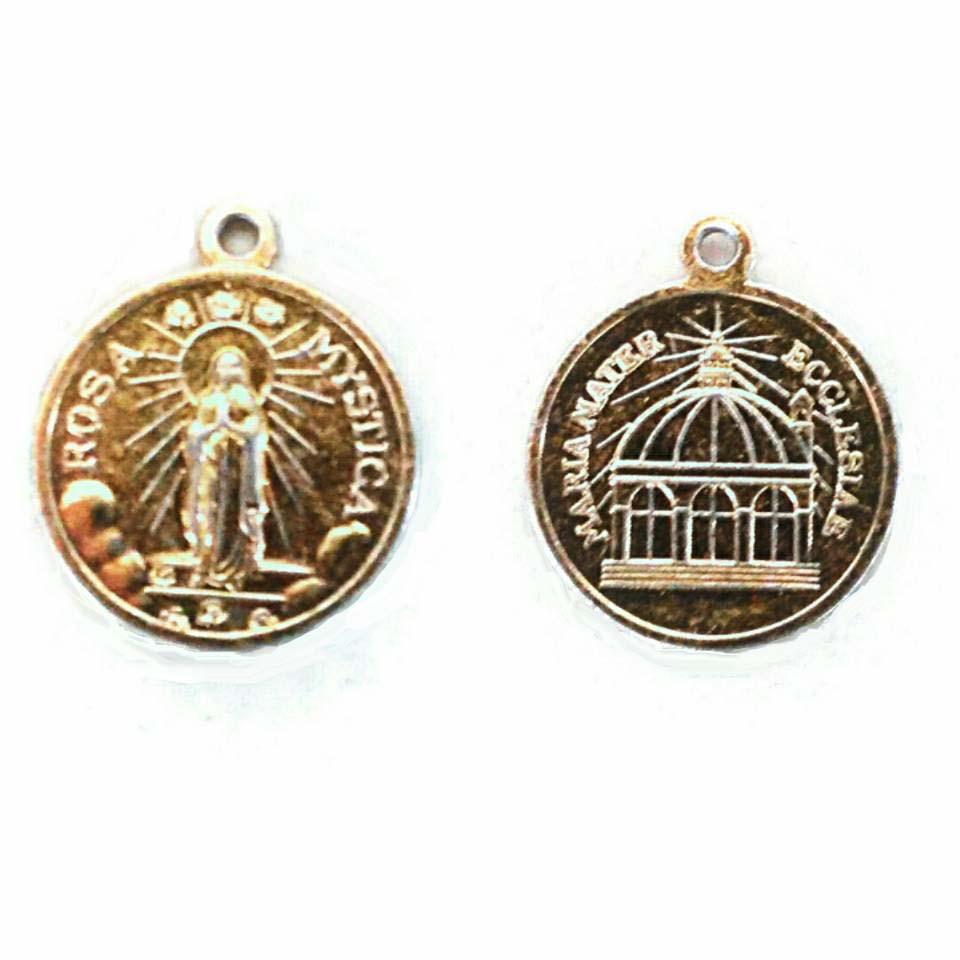
La medaglia di Maria Rosa Mistica

Fu costituito come luogo sacro il 17 aprile 1966, anno in cui la veggente Pierina Gilli sarebbe stata condotta lì dalla Madonna. La data è scritta su un'epigrafe posta sul fronte della cappella della Fonte di Grazia (popolarmente già conosciuta col nome di Fonte San Giorgio).
Maria si sarebbe presentata alla veggente con il nome di Rosa Mistica e Madre della Chiesa, con tre rose (una bianca, una rossa e una gialla) presenti sul manto a rappresentare rispettivamente preghiera, sacrificio e penitenza, da praticarsi dai fedeli in riparazione dei peccati specialmente delle anime consacrate a Dio.
Queste apparizioni non sono state riconosciute dalla Chiesa cattolica. Viene però riconosciuta la località come luogo di culto mariano intitolato a Maria Rosa Mistica. Il santuario è inoltre noto perché luogo di culto particolarmente sentito dalle persone di etnia rom e sinti.

## Le valutazioni critiche di Mons. Giacinto Tredici
Mons. Giacinto Tredici, vescovo della Diocesi di Brescia dal 1933 al 1964 considerò sempre non autentiche le presunte apparizioni mariane di Fontanelle e Montichiari. Due le prese di posizione più rilevanti. Nel 1948, sul settimanale diocesano La Voce del popolo del 4 dicembre: "In seguito ad una accurata inchiesta eseguita per suo ordine, S. E. mons. Vescovo crede di poter affermare che la narrazione dei fatti che si dissero avvenuti a Montichiari in questi ultimi mesi (…) si deve ritenere di nessun valore. I fatti antecedenti, ai quali si riferisce il periodico Famiglia Cristiana del 24 ottobre [1948] sono ancora in esame e su di essi S. E. mons. Vescovo non ha creduto ancora di pronunciarsi. Non si devono quindi, a norma dei sacri canoni, divulgare nuove devozioni che a quelli si riferiscano. A queste norme  si debbono attenere specialmente i sacerdoti."
Nella lettera a mons. Giovanni Battista Bosio del 14 novembre 1951: "Il soggetto [Pierina Gilli] e l'ambiente sono scadenti, dal punto di vista delle affermazioni fatte. Ambiente surriscaldato e vorrei dire fazioso […] Stando così le cose, io la domenica 4 dicembre a Montichiari, in occasione della Visita Pastorale, ho detto pubblicamente in Chiesa che, esaminate bene le cose, non v'erano motivi sufficienti per dover ritenere provate e soprannaturali le rivelazioni e apparizioni che si dicevano avvenute; e per questo proibivo qualunque manifestazione di culto pubblico che si riferisse ad esse."

## La posizione della Chiesa
Sussistono le seguenti pronunce della Diocesi di Brescia dopo la conclusione dell'episcopato di Mons. Giacinto Tredici:
(Comunicato della Curia Vescovile del 30 giugno 1968)
(Comunicato di Mons. Luigi Morstabilini del 25 novembre 1975)
(Dichiarazione di Mons. Bruno Foresti del 15 ottobre 1984)
(Dichiarazione di Mons. Bruno Foresti del 19 febbraio 1997)
(Allegato al Decreto nr. 229/08 di Mons. Luciano Monari del 19.03.2008 al punto 2)
Nel 2008 è stato pubblicato un libro di monsignor Enrico Rodolfo Galbiati, citato nella bibliografia, curato da Rosanna Brichetti Messori e Riccardo Caniato, dal titolo: Maria Rosa Mistica Madre della Chiesa, con il sottotitolo: Le apparizioni della Madonna a Fontanelle Montichiari. L'autore, biblista e teologo scomparso nel 2004, parlando del diario di Pierina scrive: "L'autenticità è fuori dubbio, la grafia è sempre la medesima, gli errori di grammatica e di sintassi si ripetono dall'inizio alla fine". Dopo aver analizzato la personalità della mistica, soffermandosi in particolare sulla sua semplicità, riservatezza e umiltà, e dopo aver esaminato anche l'aspetto simbolico delle presunte apparizioni, cioè le tre spade nel petto della Madonna, simbolo delle tre categorie di religiosi infedeli, e poi le tre rose al posto delle spade (bianca, rossa e giallo-oro), che simboleggiano la preghiera, il sacrificio e la penitenza necessarie a riparare le infedeltà e le defezioni religiose, mons. Galbiati riscontra passaggi teologici che "Una donna semplice non avrebbe potuto scrivere: per esempio il fatto che Maria si presenti nel 1948 come Madre della Chiesa (titolo approvato da Paolo VI nel 1964); o che Gesù le comunichi nello stesso anno in «forma chiara e completa» il dogma dell'Assunzione, proclamato nel 1950 da Pio XII".

## Struttura
A differenza di altri luoghi di culto mariani, il santuario non è strutturato come una chiesa bensì come un anfiteatro aperto, dove si trovano una cappella aperta su un lato per la celebrazione eucaristica e una cappella più piccola in muratura, a protezione di una fontana con una vasca contenente acqua ritenuta miracolosa. Per questa peculiare caratteristica il santuario è dai fedeli ritenuto una "piccola Lourdes", dove molti praticano le abluzioni rituali.
Nei pressi della fonte si trova la Scala Santa, che i fedeli percorrono in ginocchio dicendo un'Ave Maria per gradino. La scalinata, che conduce dalla strada alla fonte, secondo quanto riferito dalla veggente Pierina Gilli sarebbe stata percorsa dalla Madonna stessa. Il santuario è circondato da un grande parco pubblico, dove sono presenti una Via Crucis e alcune statue mariane.

## L'istituzione come Santuario diocesano
Il 7 dicembre 2019 il luogo di culto delle Fontanelle di Montichiari è diventato Santuario Diocesano Rosa Mistica - Madre della Chiesa. La proclamazione ufficiale è avvenuta durante la concelebrazione eucaristica presieduta dal vescovo di Brescia, mons. Pierantonio Tremolada.
Il riconoscimento del santuario diocesano non significa automaticamente il riconoscimento delle apparizioni, ma "si tratta di un passaggio storico che [...] potrà aprire una rinnovata fase di sviluppo del culto e dello studio del complesso fenomeno spirituale e mariano sorto in questi luoghi negli anni".
Accanto alla "diffusione  che – discretamente e silenziosamente – ha avuto e ha nel mondo intero il culto di "Maria Rosa Mistica e Madre della Chiesa", che proprio qui ha avuto inizio e ha il suo centro", ci sono molti fatti significativi: in Libano sono state trovate icone di Rosa Mistica che trasuderebbero olio profumato, in America ci sono statue che avrebbero pianto lacrime e sangue, il medesimo fenomeno si sarebbe verificato in India, dove vescovi e cardinali avrebbero visto trasudare miele un'immagine della Vergine. Sono nate almeno due congregazioni religiose ispirate a Rosa Mistica, riconosciute dai vescovi, e una miriade di associazioni religiose. Ci sarebbero state inoltre numerose conversioni e guarigioni, come per esempio quella di cui fu testimone Fratel Ettore.